# بخش مارلبرو (شهرستان دلاور، اوهایو)
بخش مارلبرو (به انگلیسی: Marlboro Township) یک منطقهٔ مسکونی در ایالات متحده آمریکا است که در شهرستان دلاویر، اوهایو واقع شده‌است.
 بخش مارلبرو ۳۱٫۲ کیلومتر مربع مساحت و ۲۸۱ نفر جمعیت دارد و ۲۹۰ متر بالاتر از سطح دریا واقع شده‌است.